# Statham (Geórgia)
Statham é uma cidade localizada no Estado americano de Geórgia, no Condado de Barrow.

## Demografia
Segundo o censo americano de 2000, a sua população era de 2040 habitantes.
Em 2006, foi estimada uma população de 2690, um aumento de 650 (31.9%).

## Geografia
De acordo com o United States Census Bureau tem uma área de
9,2 km², dos quais 9,1 km² cobertos por terra e 0,1 km² cobertos por água. Statham localiza-se a aproximadamente 272 m acima do nível do mar.

## Localidades na vizinhança
O diagrama seguinte representa as localidades num raio de 20 km ao redor de Statham.